# Wilhelm Martens (Politiker)
Wilhelm Martens (* 5. November 1929 in Celle; † 31. Dezember 2008 in Tosterglope) war ein deutscher Politiker (CDU). Er war Landrat im Landkreis Lüneburg und Abgeordneter im Landtag von Niedersachsen.

## Leben
Martens besuchte die Volksschule in Tosterglope und danach das Gymnasium in Marienau, wo er 1950 das Abitur bestand. Danach machte er für zwei Jahre eine praktische Landwirtschaftslehre in Dohnsen und studierte an der Universität Göttingen zwei Semester Landwirtschaft und vier Semester an der Universität Bonn. Im Institut für landwirtschaftliche Betriebslehre in Bonn promovierte Martens anschließend. Er arbeitete nach der Promotion im Betrieb seiner Eltern, den er 1965 übernahm. Er war 1959 der CDU beigetreten und wurde Mitglied des Vorstandes der Saatbau-Genossenschaft Dahlenburg. Außerdem war Martens Mitglied des Aufsichtsrates der Landeskrankenhilfe Lüneburg.

## Politik
Martens war von 1961 bis 1974 Ratsherr der Gemeinde Tosterglope und ab 1972 Kreistagsabgeordneter. Im Jahr 1974 wurde er zum Landrat des Landkreises Lüneburg gewählt und blieb dies bis 1991. Vom 21. Juni 1982 war er bis zum 20. Juni 1994 Abgeordneter des Niedersächsischen Landtages, dem er somit in der 10. bis 12. Wahlperiode angehörte. Von 1990 bis 1994 war er Vorsitzender des Ausschusses für Bundes- und Europaangelegenheiten. Nach seinem Rückzug aus der Politik 1994 wurde ihm das Niedersächsische Verdienstkreuz 1. Klasse verliehen. Außerdem wurde er zum Ehrenlandrat des Landkreises Lüneburg ernannt.

## Belege
1. 1 2  Hamburger Abendblatt: Lüneburgs Ehrenlandrat Wilhelm Martens gestorben, 7. Januar 2009.

| Personendaten    | Personendaten                  |
| ---------------- | ------------------------------ |
| NAME             | Martens, Wilhelm               |
| KURZBESCHREIBUNG | deutscher Politiker (CDU), MdL |
| GEBURTSDATUM     | 5. November 1929               |
| GEBURTSORT       | Celle                          |
| STERBEDATUM      | 31. Dezember 2008              |
| STERBEORT        | Tosterglope                    |